# IC 1287
IC 1287 — галактика типу RN (відзеркалююча туманність) у сузір'ї Щит.
Цей об'єкт міститься в оригінальній редакції індексного каталогу.